# 布伊基
布伊基是巴西伯南布哥州的一个市镇。总面积1345平方公里，总人口53272人，人口密度39.6人/平方公里。